# Flaggdag
Flaggdag kallas en högtidsdag som uppmärksammas genom allmän flaggning. Ett antal högtidsdagar under året är flaggdag enligt regler som är specifika i varje land. I Sverige används beteckningen allmän flaggdag, medan man i Finland indelar flaggdagarna i officiella flaggdagar och vedertagna flaggdagar.
Begreppet skall inte förväxlas med den dag om året då ett lands flagga särskilt firas, se flaggans dag.